# 山咲トオル
山咲 トオル（やまざき とおる、1969年8月23日 - ）は、日本のホラー漫画家、タレントである。本名、中沢 惣八郎（なかざわ そうはちろう）。
東京都港区生まれで沖縄県育ち。太田プロダクション所属。漫画家としての代表作は「戦慄!!タコ少女」。血液型はAB型。
1986年にアイドルデビューした中沢初絵は実姉。第7代横綱稲妻雷五郎の子孫（玄孫）である。

## 人物
生まれは東京都港区であるが、7歳の時に沖縄県に移り住んだ。沖縄県立浦添工業高等学校デザイン科第3期生で、在校当時から人気があり、「そうはち」の愛称で全学年に知れ渡っていた。
当初はアイドル志望であり、カラオケのイメージビデオ等にも出演したり、大規模なオーディションにも参加したが挫折する。1994年、ホラー漫画月刊誌『恐怖の館DX』（リイド社）に「うろこ地獄」を持ち込み、漫画家デビュー。その他の作品も主にホラー漫画である。
1997年に声優のくまいもとことのラジオ番組「青春!!タコ少女」を始め、番組の企画で1999年に歌手デビュー。2001年に事務所にスカウトされ、本格的に芸能人としての活動を開始すると、バラエティ番組への出演が増えて最盛期の年間テレビ出演本数は255本、最高月収1200万円、最高貯金額6500万円に至った。
ラジオ番組時代からオネエ言葉を使っており、2004年頃から「オネエ」を自称してキャラクターを確立していったが、山咲自身は「オネエ＝毒舌」というイメージには違和感があり、それが原因となって一時休業に繋がったと述懐している。なお、かつては恋愛対象は「女性」と発言していたが、これは番組スタッフからの指示があったためであり、実際は同性愛者である。
2013年には、自身が好きなスターを描いた個展を開いた。

## エピソード
- ペンネームの“山咲”は敬愛している山咲千里に由来する。“トオル”は実姉中沢初絵の元夫の名前を引用したものである。芸名は山咲千里自身も公認している。本名の惣八郎は、そのキャラクターからは想像できないくらいの違和感を与えるため、本人がネタとして口にすることもある。
- アイドル芸能文化に対して非常に造詣が深く、特に松田聖子の大ファンで彼女の歌と振り付けを真似るのが得意。また、学生時代は岡田有希子の熱心なファンでもあり、自殺報道の直後学校を3日間欠席し、心配したクラスメートが家に行くとベッドの上で泣いていたという。ピンク・レディーのファンでもあり、前述の大規模オーディションの特技披露でも、他の参加者が体力自慢などをアピールする中、女装で『ペッパー警部』を歌い踊った。

## 作品

### 漫画
- 屍少女（リイド社、単行本1巻）
- 『戦慄!!タコ少女』（リイド社、単行本4巻）
- 『モーレツ変身!!エピルちゃん』（ソフトマジック、単行本1巻）

### 書籍
- 『山咲トオル パーフェクトメモワール』（リイド社、2000年4月）ISBN 978-4845820412
- 『ドリームズ・カム・トオル  トオルがナビする夢のゲット法』（日本文芸社、2003年9月）ISBN 978-4537251654
- 『山咲トオルのカンタン!ヘルシー!モテレシピ』（小学館、2007年9月28日）ISBN 978-4093483827

### CD
くまいもとこと連名（青春!!タコ少女の企画）
- 『Open Your Heart』（ソニーレコード、1999年1月27日）
- 『Happy Song』（ソニーレコード、1999年7月28日）

ソロ名義
- 『真夏のハート』c/w Dream Dream Dream、シーズン'ズ（ポニーキャニオン、2003年7月16日）
- 『私のオアシス』c/w しあわせの空気（ポニーキャニオン、2004年2月4日）

## 出演

### ラジオ
- 青春!!タコ少女（東海ラジオ放送、1997年12月7日〜2000年3月29日）
- ヤマイはチカラ!!

### テレビ番組
- バラ色の聖戦（テレビ朝日、2011年9月〜10月）ヒロ 役
- ごちそうライフ（千葉テレビ放送、2012年4月7日〜　） - 姉の中沢初絵と出演
- 幸せになる3つの買い物「ウェディングドレスを買った女」（2013年6月25日）
- THE夜もヒッパレ（日本テレビ）（不定期）
- 所さんの日本ジツワ銀行（日本テレビ）（不定期）
- 笑う犬の冒険（フジテレビ）ハムオトメ♂役
- B.C.ビューティー・コロシアム（フジテレビ）（不定期）
- 幸せ!ボンビーガール（日本テレビ）ナレーション

### 映画
- ドラッグストア・ガール（2004年）
- Rainbow Boys（2008年）オリジナルビデオ

### CM
- 日本マイクロソフト『Halo: Combat Evolved（Xbox）』 （2002年）
- BARCOS - バッグやファッション小物のデザインも手掛けている[10]。
- 健康家族  (通信販売)

## 受賞歴
- 2002年
  - 第33回ザテレビジョンドラマアカデミー賞[11]
    - 新人俳優賞（『春ランマン』）

## 関連人物
- 楳図かずお - デビュー前から最も影響を受けたという漫画家で2003年1月31日の『さんまのまんま』で共演した。
- 小森まなみ - 「青春!!タコ少女」にて発言、過去にラジオ番組で共演あり。
- KABA.ちゃん - 友人
- 松田聖子 - 最も好きな歌手の一人。以下も同じ。
- 柏原芳恵[12]
- 岩崎良美
- 天地真理
- ピンク・レディー
- 岡田有希子
- 山咲千里